# それゆけ珍探偵ハウンドキャッツ
それゆけ珍探偵ハウンドキャッツ　（それゆけちんたんていハウンドキャッツ）(原題：THE HOUNDCATS) は、ディパティエ・フレレング・エンタープライズが制作したアメリカ合衆国のテレビアニメである。元の1972年の放送。日本で1977年4月1日から4月15日まで、1978年8月28日から9月12日まで東京12チャンネルの『マンガのくに』で放送された。

## あらすじ
犬と猫の探偵チームが事件を解決する。

## キャラクター
班長　(Stutz)
声：鈴木ヤスシ
猫。チームリーダー。
スカッチ
声：吉田理保子
犬。サブリーダー。青い軍服を着ている。
パクパク
声：神山卓三
犬。マッチョ。
バケール
声：青野武
猫。変装の名人。
メカチョロ
声：北村弘一
犬。科学者。ロングコートを着ている。